# Bas Albertiego

Początek pierwszej części Sonaty fortepianowej C-dur nr 16 Semplice KV 545 W.A. Mozarta z przykładem basu Albertiego

Bas Albertiego – w muzyce klawiszowej figura akompaniamentu zwłaszcza partii lewej ręki, składająca się z rozłożonych trójdźwięków granych w równych wartościach rytmicznych w specyficznej kolejności: najniższy, najwyższy, środkowy, najwyższy. Nie należy rozszerzać użycia terminu na figury o odmiennym kształcie. Nazwa tej figury pochodzi od nazwiska Domenico Albertiego (1710-1740), będącego pierwszym kompozytorem, który regularnie stosował ją w swoich sonatach klawesynowych. Bas Albertiego zastępował akordy, które szybko wybrzmiewały na takich instrumentach, jak klawesyn czy szpinet.
Ten rodzaj akompaniamentu stał się charakterystyczny dla faktury klawesynowej stylu galant, a następnie dla faktury fortepianowej klasycyzmu. Stosowali go jeszcze m.in. J. Haydn, L. van Beethoven i W.A. Mozart.